# Connie Talbot
Connie Talbot (teljes nevén Connie Victoria Elizabeth Talbot; Streetly, West Midlands, Egyesült Királyság, 2000. november 20. –) angol gyermekénekes. Zenei pályafutása 2007-ben, a Britain’s Got Talent című televíziós tehetségkutató műsornak köszönhetően indult el, ahol a döntőben Paul Potts után a második helyen végzett. Talbottal elsőnek a Sony BMG akart szerződést kötni, de korára hivatkozva a cég kihátrált a megállapodás mögül.
Talbot debütáló lemezét, az Over the Rainbow-t, a Rainbow Recording Company adta ki, s a CD az Egyesült Királyságban 2007. november 26-án került a boltokba. Az album új dallistával 2008. június 18-án ismét megjelent, a lemezről készült első kislemez, a Three Little Birds pedig 2008. június 10-én jött ki. Egy tervezett, Talbotról szóló videójátékban szerepelni fognak egyes, az Over the Rainbow lemezen megjelent dalai.
Annak ellenére, hogy a kritikusok negatívan fogadták, az Over the Rainbow-ból világszerte több mint 250 000 darabot adtak el, és három országban is listavezető lett. Az első megjelenés óta Talbot fellépéseken járt, szerepelt a televízióban Európában, az Egyesült Államokban és Ázsia több országában is. Zenéje a YouTube-on keresztül az egész világra eljutott.
Második, Connie Talbot’s Christmas Album című lemeze 2008. november 24-én jelent meg; a Connie Talbot’s Holiday Magic címet viselő harmadik albumát pedig 2009. október 20-án adták ki. Connie zenei pályafutása mellett iskolába jár, és családjával együtt Streetlyben lakik.
Negyedik, 13 dalt tartalmazó albuma Beautiful World címmel 2012. november 26-án jelent meg.

## Pályafutása

### ABritain’s Got Talentés a Sony BMG
Talbot a Britain’s Got Talent első sorozatának válogatójára szórakozásból jelentkezett, de amikor Simon Cowell – akit szinte bálványozott – azt mondta rá, hogy született csoda, és el tudná érni, hogy ebben az évben több mint egy millió fontot keressen, megnőtt az önbizalma. A zsűri egy vicces előadásra számított, mert a lány előtte soha nem járt külön énekórákra. Talbot első fellépésének mégis akkora sikere lett, hogy a nemzetközi sajtó is foglalkozott vele. A döntőbe Michael Jackson Ben című számának élő előadásával jutott be. A döntő éjszakáján az Óz, a csodák csodája című 1939-es film Over the Rainbow című dalát énekelte, de a beérkező telefonos szavazatok alapján a versenyt nem ő, hanem Paul Potts nyerte meg. Talbot és Potts volt a sorozat két kedvenc szereplője.

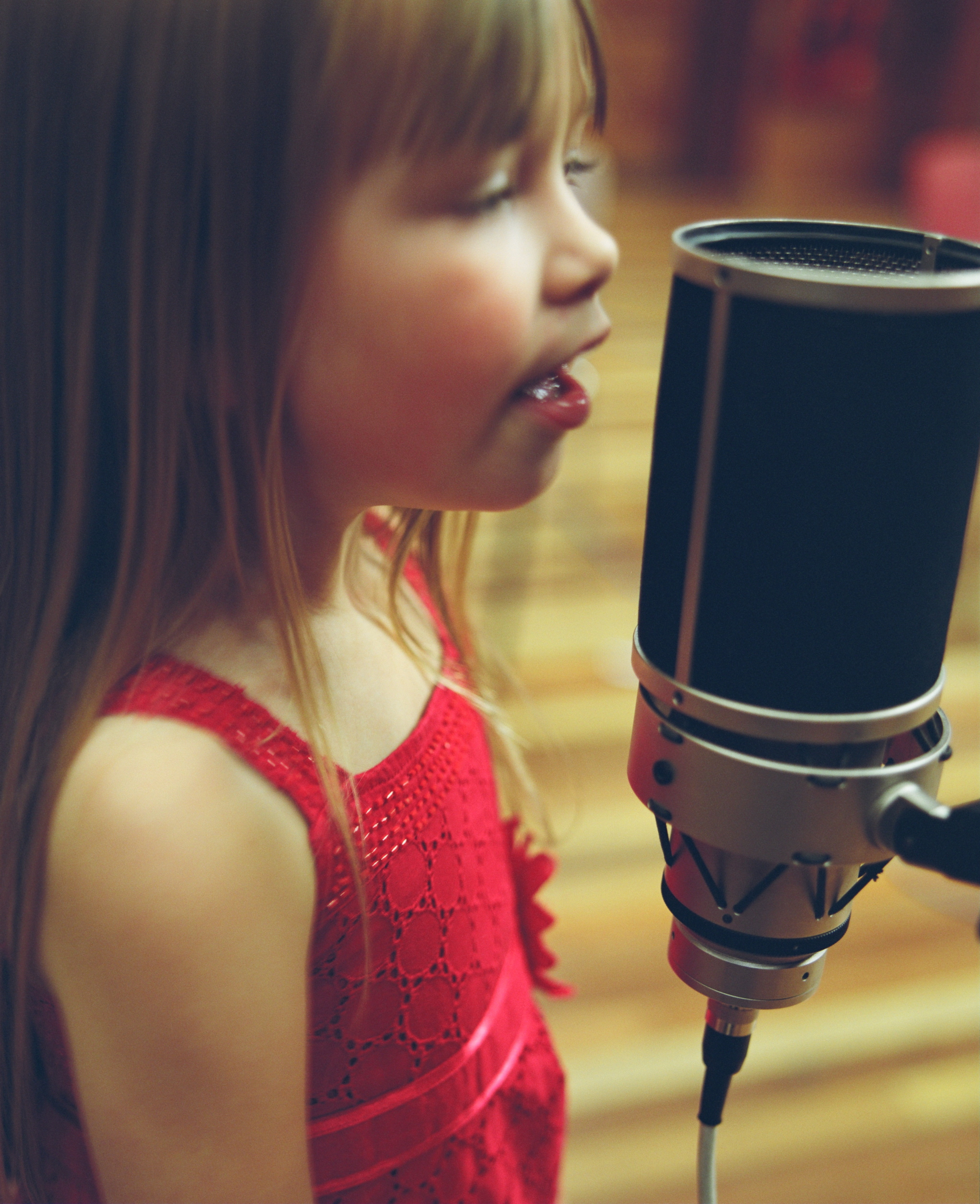
Talbot a „Smile” felvételén a Sony BMG stúdiójában

Piers Morgan újságíró, a Britain’s Got Talent zsűritagja szerint Talbot szereplése nyomán sok gyermek, köztük Faryl Smith is úgy döntött, hogy indul a második sorozat válogatásán. Miután George Sampson megnyerte a második sorozatot, így beszélt az első részről, ahol már az élő adások felvétele előtt kiesett a versenyből: „Nem hiszem, hogy akármilyen esélyem is lett volna megnyerni tavaly a versenyt. Ha csak Paul Potts és Connie Talbot képességeit nézzük, Paul Potts klasszisokkal jobb, és Connie is klasszisokkal jobb. Nem voltam elég jó.” Talbot Sampsonra szavazott, s ezt mondta: „Szerettem, ahogy táncolt. Jó volt a lámpaoszlopon.”
Cowell már előzőleg beleegyezett, hogy Talbot az ő lemezcégével, a Sony BMG-vel kössön szerződést. Miután két dalt felvettek Londonban, (az Over the Rainbow-t és a Smile-t), a cég kilépett a szerződésből. A lemezcég később kijelentette Sharonnak, Talbot édesanyjának, hogy a lánya „…túl fiatal ahhoz, hogy az ő művészük legyen”. Sharon hozzátette, hogy „azt mondták nekünk, keressünk olyan céget, amely gyermekekkel foglalkozik.” Egy közleményükben a kiadó azt írta, hogy „megfontoltuk annak lehetőségét, hogy Connie-val rögzítsünk dalokat, azonban Connie érdekeinek szem előtt tartásával úgy határoztunk, hogy korára való tekintettel ez most még nem lenne helyes.” Cowell maga hozzátette, hogy „amint eljön a megfelelő idő, majd kiderül, hogy tudnak-e együtt dolgozni.” A Talbot család úgy döntött, hogy másik kiadót keres, s döntésüket így indokolták: „amíg szereti azt, amit csinál, csúnya dolog lenne ebben megakadályozni. A hírnév és a pénz mit sem számít.”

### Over the Rainbow

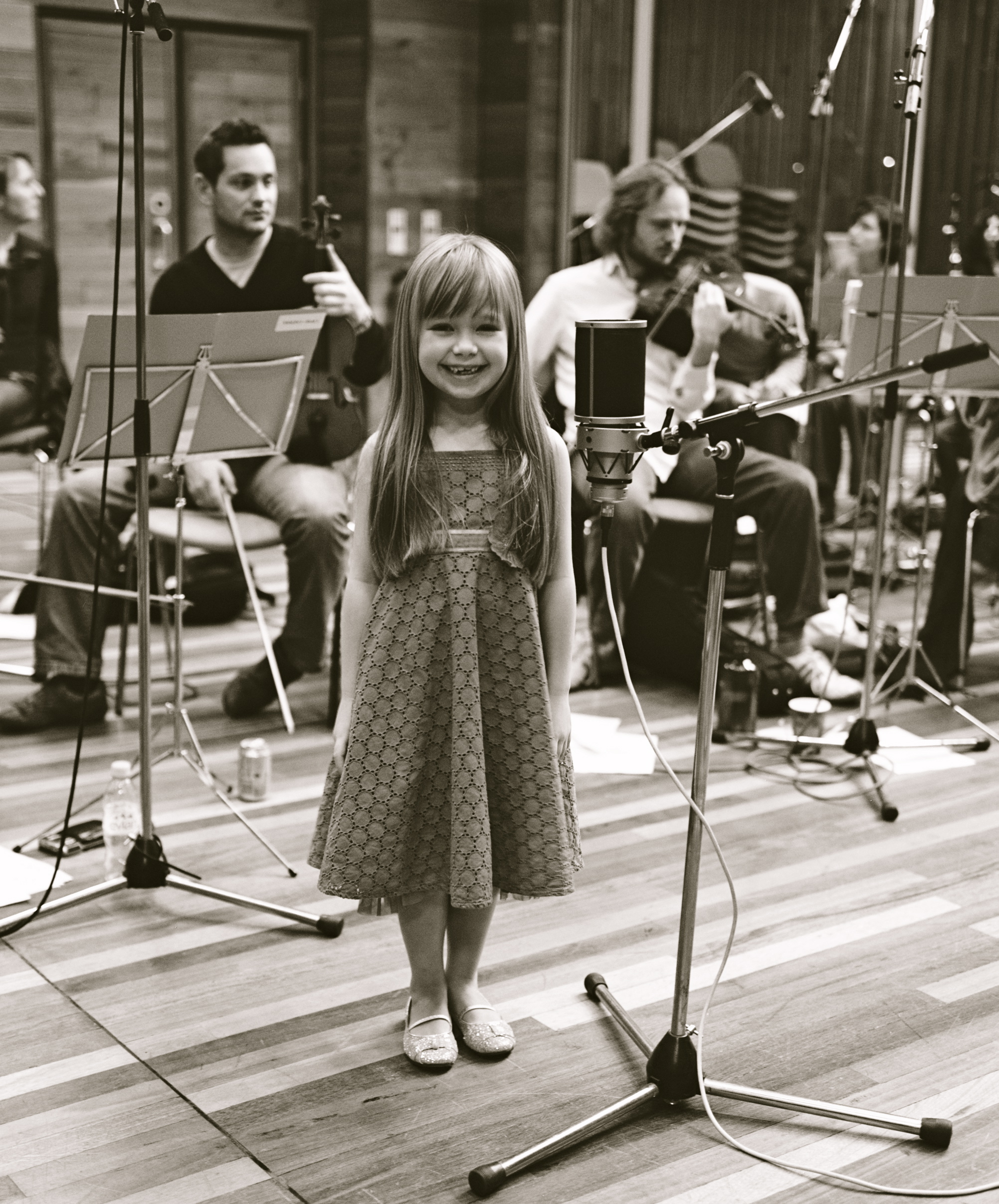
Talbot az Olympic Studiosban, az Over the Rainbow felvétele alatt

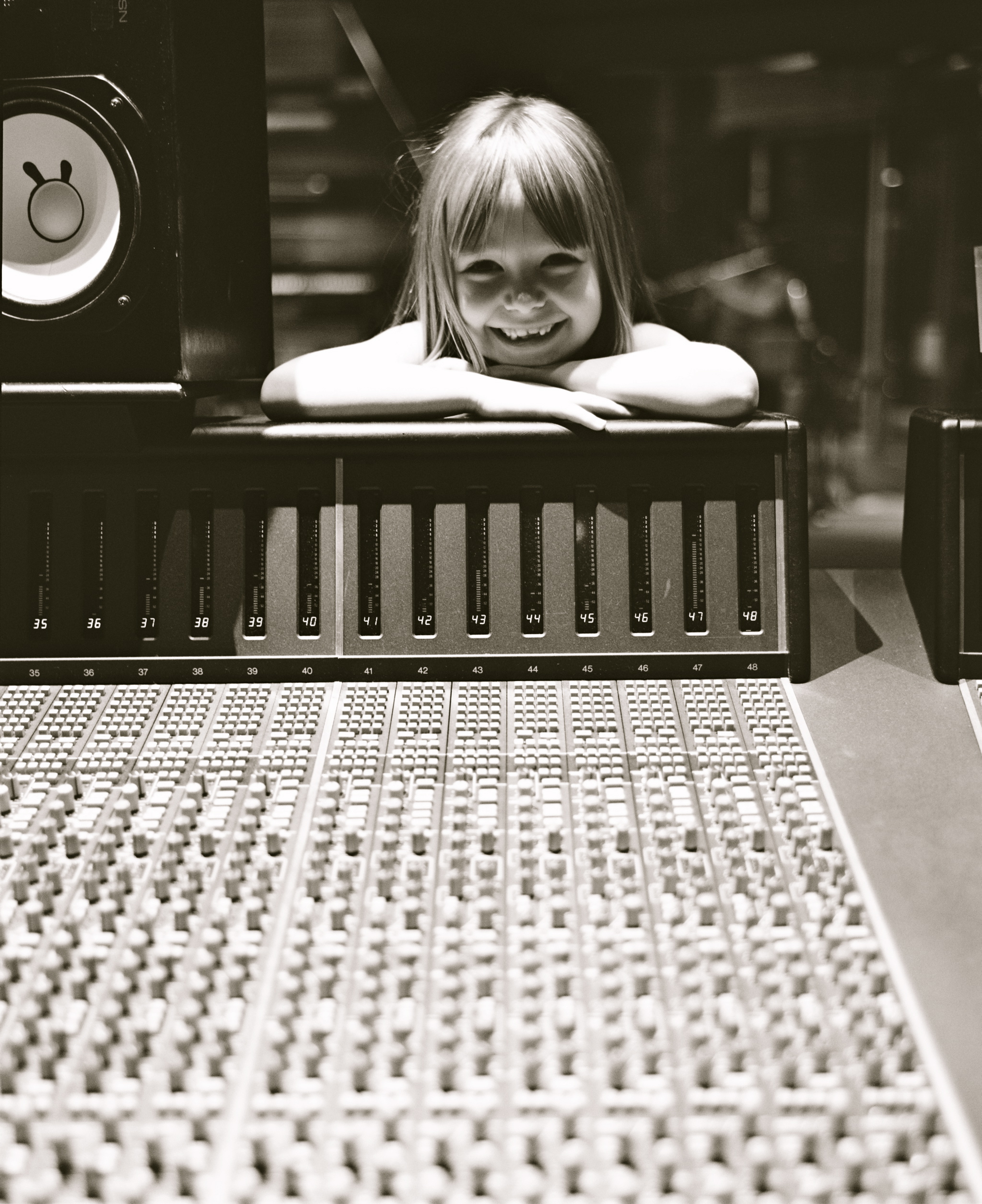
Talbot az Over the Rainbow felvételsorozat alatt az Olympic Studiosban, 2007. október 12-én

2007 októberében Talbot aláírta szerződését a Rainbow Recording Company-vel. A cég a Rhythm Riders lemezkiadó vállalat Talbotra szabott részlege, amely 2007. november 26-án jelentette meg első lemezét. Ekkor derült ki, hogy az első album címe Over the Rainbow lett, és az első, az Over the Rainbow-t, illetve a White Christmas-t tartalmazó kislemez 2007. december 3-án jelent meg a boltokban. Szakértők úgy vélték, hogy nagy eséllyel lehet a karácsonyi albumok listavezetője, de a kislemezt az album első megjelenéséig nem jelentették meg. Az album megjelenése előtt többen úgy vélték, hogy Talbot lesz a következő Charlotte Church (a szigetországban nagy sikert aratott ifjú zenész).
A lemez mögött álló csapatnak tagja volt John Arnison – Gabrielle és Billy Ocean menedzsere – és Marc Marot, az Island Records volt igazgatója. A felvételeket és a zenék összeszerkesztését Simon Hill és Rob May készítette. Arnison kijelentette, hogy ő és csapata nem fogják a lányt énekelni tanítani, mert nincs rá szükség. Hozzátette, hogy amikor találkozott Talbottal, akkor szinte elájult. Időbeosztást készítettek, hogy Talbot a felvételek alatt is folytathassa normális iskolai tanulmányait. A felvételeket nagynénje, Vicky vendégszobájában készítették, amelyről anyja azt mondta, jobb megoldás [mint a Sony BMG], mivel nem szakad el a gyermekkorától. Bár Arnison azt állította, hogy életkora miatt nem akarja a lányt mindazon promóciós műveletsoroknak alávetni, amin a legtöbb művésznek át kell esnie, ennek ellenére úgy döntöttek, hogy jelenjen meg a nappal sugárzott This Morningban és a Children in Needben 2007. november 16-án. Az album 2007. november 26-án jelent meg. Talbot édesanyja akkor azt mondta, hogy az egész család nagyon izgatott volt, de Connie-t az egész nem érdekelte. Az album december elején aranylemez lett, és ennek elismeréseként Phillip Schofield Talbotnak a This Morning műsorában egy aranylemezt adott át. Eredetileg 50 000 lemezt hoztak forgalomba, de miután az albumot napok alatt eladták, további 120 000 példányt kellett készíteni.
Az AllMusic-nál dolgozó Sharon Mawer így áradozott az Over the Rainbow-ról: „Ahhoz képest, hogy még csak hétéves, jól énekel, és a legtöbb (ha nem az összes) hangnem hozzá illő volt, a hangmagasság hozzá illő volt, az időzítés pedig remek.” Mindezek ellenére az albumot kritizálta, a következőket mondta: „nincs kimondott érzés az album mögött, nincs érzelmi töltet, nem lehet kivenni, igazából melyik dal miről szól, ezek csak kis aranyos dalok.” Ezek után a lemezt 2/5-re értékelte. A Digital Spy-nál dolgozó Nick Levine az albumról szóló egyik ismertetőjében azt írta, hogy Talbot hangja „édes és tiszta”, mindazonáltal „előadásában nincsenek árnyalatok, nincsenek mélységek”. Azonban hozzátette: „Van valami lényegileg elrontott abban, hogy egy hétévest a sztárokhoz viszonyítunk”. Továbbá: „A kifejezetten a felnőttekre szabott listák semmit nem tudnak kezdeni [a zenéjével]”, s az albumot 2/5-re értékelte.
Az album 2008. június 16-án ismét megjelent, de előrendelést már májustól felvettek. Ezen a kiadáson a három karácsonyi témájú dal helyett másik három szerepelt. A lemez dalaiból az első, Bob Marley eredeti dalát feldolgozó Three Little Birds című kislemez 2008 júniusában készült el, s a dalhoz Jamaicán egy klipet is forgattak. 2008 áprilisában és májusában Talbot egy ázsiai turnén vett részt, ahol az Over the Rainbow-t népszerűsítették. Az ázsiai sajtó a YouTube-on is elérhető videóinak tulajdonítja a sikert, a Sun.Star meg is említi, hogy legnézettebb klipjét több mint 14 millió alkalommal nézték meg, a The Straits Times pedig azt írta, hogy Talbot előadásait több mint 30 milliószor látták már. A körút során Dél-Koreában, Tajvanon, Hongkongban és Szingapúrban lépett fel. Május végén ért haza Angliába. A körutat követően a jelentések arról szóltak, hogy az album Tajvanban, Dél-Koreában, Hongkongban és Szingapúrban is a slágerlisták élvonalába került. Szingapúrban a harmadik, a többi helyen az első helyig jutott. Ezután Lengyelországba utazott, ahol a televízióban is szerepelt.
Bejelentették, hogy Amerikában szeptemberre tervezik az Over the Rainbow újabb megjelentetését, melyhez nagy mértékben hozzájárult az olyan amerikai hírforrások érdeklődése, mint a Fox Business Network és a MarketWatch. Végül az Egyesült Államok területére szánt verzió október 14-én lett elérhető, s Talbot olyan műsorokban népszerűsítette az albumot, mint a The Ellen DeGeneres Show.
2008 augusztusában bejelentették, hogy Talbot szerződést kötött a Data Design Interactive-vel, melynek értelmében a cég egy videójátékot készít Wii konzolokra. A játékban az Over the Rainbow-ról 15 dal szerepelne, és a játékosoknak lehetőségük lenne egy a számítógép által megformált Talbottal együtt, vagy karaoke módban mások ellen versenyt énekelni. Talbot fel is énekelte a játékhoz a dalokat. A tervek szerint 2009 első negyedévében került volna a boltokba, a neve pedig Connie Talbot: Over the Rainbow lett volna, de 2011-es adatok szerint a játék még mindig nem jelent meg, a dalok szerzői jogi problémái miatt.

### Christmas Album
2008 novemberében bejelentették, hogy Talbot annyi új dalt készített el, hogy egy albumot meg tudnak vele tölteni. A szobájában rögzített dalokat tartalmazó Connie Talbot’s Christmas Album november 24-én jelent meg. Az album egy olyan karácsonyi témájú lemez, amely Talbot hivatalos honlapja alapján „hagyományos és modern karácsonyi dallamok keveréke”. Elterjedt, hogy a karácsony előtti napokban az ITV1-on részleteket mutatnak be amerikai körútjából és egy titkos, az általános iskolájában tartott koncertjén készült felvételből. A Christmas with Connie (Karácsony Connie-val) című dokumentumfilmet az ITV Central december 18-án vetítette le. Talbot röviddel a karácsonyi lemezének megjelenését követően meglátogatta a walsalli HMV társaságot, ahol dedikálta a lemezt és rajongókkal találkozott. Ezután egy világ körüli lemezbemutató körút következett, ahol többek között fellépett a dél-koreai Ewha Womans Egyetemen és a berlini Egy szív a gyermekekért (Ein Herz für Kinder) karitatív televíziós gálán. December közepén hazatért családjához, hogy legyen egy csendes karácsonya.
A Connie Talbot’s Christmas Album forgalmazása a brit terjesztő Pinnacle Entertainment eljárás alá vonása miatt nehézségekbe ütközött. Talbot édesanyja, Sharon a következőt mondta: „Nem igazán tudjuk, mi történik jelenleg. Arra gondolunk, hogy talán majd az év egy későbbi részében akarják népszerűsíteni a lemezt. Szégyen, de Ázsiában és Amerikában már kapható a lemez.” A FemaleFirst magazinban megjelent értékelésében Ruth Harrison 4/5-re értékelte a lemezt, s azt mondta, hogy Talbot hangja „ritmusos zenéknél remek, de néhány helyen kissé leenged”.
2009. áprilisban Talbot ismét az Egyesült Államokba utazott, hogy népszerűsítse az új kislemezét, melyen az I Will Always Love You egyik feldolgozása szerepel. A kislemez az USA-ban 2009. április 7-én jelent meg, amelyen szerepelt a frissen rögzített You Raise Me Up is. Többek között a Fox Broadcasting Company WNYW csatornáján a Good Day New York műsorban szerepelt. Ezt követően Talbot május 2-án tért haza. A kislemez a Billboard Hot 100 Singles Sales eladási listáján a negyedik helyig jutott.

### Holiday Magic
Talbot harmadik, a Connie Talbot’s Holiday Magic nevet viselő albuma 2009. október 20-án került a boltokba az Egyesült Államokban, míg az Egyesült Királyságban 2009. november 30-án jelent meg. Az albumot a „Toys for Tots” kampánynak szentelték, amelynek Talbot lett a gyermek nagykövete. Egy interjúban a Marine Toys for Tots Foundation alelnöke, Bill Grein a következőket mondta: „A Marine Toys for Tots Foundation rendkívül büszke és izgatott amiatt, hogy Connie a valaha volt legfiatalabb nagykövetünk… Tökéletes ember ahhoz, hogy tájékoztassa a sok millió kevésbé szerencsés gyermeket, akinek fel sem tűnik ez a karácsony, hacsak az emberek fel nem kelnek, s nem támogatják őket egy játékkal, vagy nem adnak pénzadományokat. Angyali külseje és hangja emlékeztetni fogja az embereket a gyerekek ártatlanságára. S mindannyian megérdemlik, hogy megtapasztalják a szünet varázsát. Remélem sok CD-t fog eladni, sok pénzt gyűjt, valamint sokkal tudatosabban közelednek majd az emberek a gyermekek felé.”
A Connie Talbots Holiday Magic album megjelenésével egy időben Talbot egy televíziós műsort készített a WVIA Public Media stúdióknál, a PBS hálózat egyik állomásánál. A műsort a PBS csatornáin 2009 novemberében és decemberében vetítették le. A film DVD formátumban 2009 decemberében megjelent Hongkongban.

### 2010–2015
Talbot egy speciális koncerttel nyitotta meg a G20 vezetőinek első koreai összejövetelét. 2011-ben az addigi legnagyobb közönsége előtt adott koncertet, mikor a kínai televízióban szerepelt a kínai újévet ünneplőkkel együtt. A becslések szerint mintegy 400 millió ember nézte a szereplését.
Talbot eközben is folyamatosan töltött fel videókat a szerepléséről a YouTube-ra.
Maggie Coughlan dicsérte azért, ahogy feldolgozta Katy Perry "Firework" és Bruno Mars "Grenade", számát, de a leginkább Adele "Someone Like You" című dalának a feldolgozásával volt megelégedve, mert szerinte teljesen könnyedén, megfeszítés nélkül adta elő a számot.
A videót a PerezHilton.com is felkapta. Whitney Houston halála után Talbot felrakta a "Run to You" feldolgozását, hogy ezzel emlékezzen meg róla. A vuideót az egész világon nagy figyelem kísérte. 2011 novemberben jelent a "Beautiful World" kislemeze az iTunes-on. A dalt Talbot írta 7 évesen. Egy demóváltozatot feltöltöttek a YouTube-ra, és aznap az lett világszerte a 39. legnézettebb klip.
Ő lett a legfiatala bb előadó, aki felkerült brit sikerlistákra, és a legfiatalabb, aki valaha aranylemezig jutott. Az Egyesült Királyságon belül máshol, így Manchesterben és Birminghamben is fellépett.
Talbotot elkísérte a turnéira a Young Voices kórus, 2013-ban már második alkalommal, mikor is országszerte voltak fellépéseik. Az African Children's Choir is részt vett ezeken az eseményeken. "Let's Get Along" című, Kipper által írt száma szerepelt ONE Campaign agit8 Spotify albumán az év júliusában. Talbot szintén szerepelt a "Building Bridges" dalban, ami szintlén felkerült az agit8 albumra, Jordan Jansennel együtt.
2013. októberben Talbot hangja szerepelt a frissen kiadott  Rain videójáték zenéjében, és sztárvendégként szerepelt az African Children's Choir walsalli koncertjén. Bejelentették, hogy Talbortt lesz az African Children's Choir nagykövete, és egy iskolát is elneveznek róla.
2014-ben két koncertet adott Dél-Koreában, áprilisban, (Osanban és Szöulban), röviddel a Sewol komp elsüllyedése után. Sárga jelvényekkel fejezte ki együttérzését az elhunytak családtagjaival. Legalább az egyik koncert bevételét annak az alapítványnak adták, amely a hátramaradt családtagokat támogatta. A 2012-es Beautiful World Hong Kong-i és tajvani fellépéseit júliusban kiadták DVD-n és Blu-rayen is. Ezen a  Beautiful Worldöt és két másik dalt, az "I Will Always Love You-t" és az "Over the Rainbow-t" énekelte el.
2014. november 17-én jelent meg Talbot öt dalt tartalmazó Gravity középlemeze, melyen szerepel a "Gravity" és az "Inner Beauty", az utóbbi hangszeres akusztikus változatban is.

### Matters to Me(2016–naopjainkig)
2016. február 19-én bejelentették a "Shut Up (Move On)" digitális kislemez megjelenését. A kislemez Talbot 13 dalt tartalmazó Matters to Me című lemezéről származik, melyeken felül egy bónusz dal csak iTunes-on érhető el. Az album 2016. március 25-én jelent meg.
2017. május 11-én Connie Talbot megjelentette "Good to Me" című számát, mely szerinte „egy olyan személyről szól, akit bálványozott, nagyra becsült, és akitől sokat tanult. „Az illető sajnos elhunyt, a dalt pedig szívből írtam.” 2017. október 13-án megjelentette a "Rumours" című számhoz készített klipjét.
2019. áprilisban összedolgozott Boyce Avenue-vel, és közösen eljátszották a Jonas Brothers "Sucker" számát.
2019. augusztus 31-én Talbot részt vett a Britain's Got Talent: The Champions műsorában, ahol "Never Give Up on Us" című eredeti számával lépett fel. A dalt aznap jelentették meg. Másnapra az Egyesült Királyság iTunes sikerlistáján nyolcadik lett.
2020. január 27-én szerepelt az America's Got Talent: The Champions műsorában, ahol zongorán adta elő eredeti romantikus számát, melynek "I Would" lett a címe.

## Magánélete
Talbot a West Midlands-i Streetlyben él, és jelenleg tanulmányait egy állami általános iskolában folytatja. Édesanyjával, Sharonnal, magánvállalkozó ingatlan-karbantartó apjával, Gavinnel, illetve fivérével, Josh-sal és lánytestvérével, Mollie-val él együtt. Talbot első dalát, az Over the Rainbow-t elénekelte nagyanyja temetésén is, mert nagyon szerette vele együtt nézni az Óz, a csodák csodáját. Talbot abból merített önbizalmat a Britain's Got Talent felvétele alatt, hogy úgy gondolta, nagyanyja figyeli, és az ő emlékére megfogadta, hogy megnyeri versenyt. Annak ellenére, hogy Talbot a hírnevének csak a pozitív oldaláról mesél, a szülők szóltak az érem másik oldaláról is, például hogy meg kellett változtatniuk telefonszámukat, és a lányuk mellé testőrt kellett fogadni.

## Diszkográfia

### Albumok
| Cím | Részletek                                                                                             | Legjobb helyezés | Legjobb helyezés | Legjobb helyezés | Legjobb helyezés | Legjobb helyezés | Legjobb helyezés | Legjobb helyezés | Legjobb helyezés | Értékesítés                          | Minősítések                                                 |
| Cím | Részletek                                                                                             | UK               | HKG              | SIN              | KOR              | TWN              | US Heat          | US Kid           | US Indie         | Értékesítés                          | Minősítések                                                 |
| --- | --- | ---------------- | ---------------- | ---------------- | ---------------- | ---------------- | ---------------- | ---------------- | ---------------- | ------------------------------------ | ----------------------------------------------------------- |
| Over the Rainbow                                                                                          | - Megjelent: 2007. november 26. - Formátum: Digitális letöltés, CD - Kiadó: Rainbow Recording Company | 35               | 1                | 3                | 1                | 1                | 7                | 8                | 43               | - KOR: 30,000 - Világszerte: 250,000 | - UK: Arany - HKG: Platina - KOR: 2× Platina - TWN: Platina |
| Connie Talbot’s Christmas Album                                                                           | - Megjelent: 2008. november 24. - Formátum: Digitális letöltés, CD - Kiadó: Rainbow Recording Company | 93               | —                | —                | —                | —                | —                | —                | —                |                                      |                                                             |
| Connie Talbot's Holiday Magic                                                                             | - Megjelent: 2009. október 20. - Formátum: Digitális letöltés, CD - Kiadó: AAO Music                  | —                | —                | —                | —                | —                | —                | —                | —                |                                      |                                                             |
| Beautiful World (Beautiful World                                                                          | - Megjelent: 2012. november 28. - Formátum: Digitális letöltés, CD - Kiadó: Evosound                  | —                | 7                | —                | —                | 1                | —                | —                | —                |                                      |                                                             |
| Matters to Me                                                                                             | - Megjelent: 2016. március 25 - Formátum: Digitális leöltés, CD - Kiadó: Evolution Music Group        | —                | 12               | —                | —                | 12               | —                | —                | —                |                                      |                                                             |
| A "—" azt jelzi, hogy az adott lemez nem került fel a slágerlistűra vagy az adott területen ki sem adták. | |                  |                  |                  |                  |                  |                  |                  |                  |                                      |                                                             |

### Videó albumok
| Cím                  | Részletek                                                     |
| -------------------- | ------------------------------------------------------------- |
| Holiday Magic        | - Megjelent: 2009 - kiadó: AAO Music, WVIA-TV - Formátum: DVD |
| Beautiful World Live | - Megjelent: 2014 - Kiadó: Evolution - Formátum: DVD, Blu-ray |

### Középlemezek
| Cím     | Részletek                                                                                       |
| ------- | ----------------------------------------------------------------------------------------------- |
| Gravity | - Megjelent: 2014. november 17. - Kiadó: Evosound, Evolution - Formátum: Digitális letöltés, CD |

### Kislemezek
| 2008                                                                                       | "Three Little Birds"     | 3 | —  | 1 | Over the Rainbow    |
| 2009                                                                                       | "I Will Always Love You" | — | —  | 3 | Over the Rainbow    |
| 2011                                                                                       | "Beautiful World"        | — | —  | — | Beautiful World     |
| 2012                                                                                       | "Sail Away"              | — | —  | — | Nem album kislemeze |
| 2014                                                                                       | "Heroes"                 | — | —  | — | Nem album kislemeze |
| 2015                                                                                       | "Lay Me Down"            | — | —  | — | Nem album kislemeze |
| 2016                                                                                       | "Shut Up (Move On)"      | — | —  | — | Matters to Me       |
| 2016                                                                                       | "P.S."                   | — | —  | — | Matters to Me       |
| 2017                                                                                       | "Good to Me"             | — | —  | — | Nem album kislemeze |
| 2019                                                                                       | "Never Give Up on Us"    | — | 20 | — |                     |
| 2020                                                                                       | "I Would"                | — | —  | — |                     |
| A "—" azt jelzi, hogy az adott területen nem került fel slágerlistára, vagy ki sem adták.. |                          |   |    |   |                     |

### Egyéb megjelenések
| Év   | Cím                                           | Album                             | Megjegyzések                                                                          |
| ---- | --------------------------------------------- | --------------------------------- | ------------------------------------------------------------------------------------- |
| 2013 | "Let's Get Along"                             | ONE Campaign agit8 Spotify albuma | - Kipper, Pete Bellotte és Bradley Mair írta - Kipper rendezte                        |
| 2013 | "Building Bridges" (Jordan Jansennel közösen) | ONE Campaign agit8 Spotify albuma | - Írta Talbot - Rendezte Toby Gad                                                     |
| 2013 | "A Tale Only the Rain Knows"                  | Rain (Soundtrack)                 | - Tematikus zene, "Clair de lune Claude Debussytől - A játékhoz igazította Yugo Kanno |

### Klipek
| Év   | Cím                        | Rendező                          |
| ---- | -------------------------- | -------------------------------- |
| 2012 | "Beautiful World"          | N/A                              |
| 2013 | "Over the Rainbow"         | N/A                              |
| 2013 | "I Have a Dream"           | N/A                              |
| 2013 | "Three Little Birds"       | N/A                              |
| 2013 | "Smile"                    | N/A                              |
| 2013 | "Beautiful World"          | N/A                              |
| 2013 | "Let It Be"                | N/A                              |
| 2013 | "Count On Me"              | N/A                              |
| 2013 | "Hero"                     | N/A                              |
| 2013 | "Heal the World"           | N/A                              |
| 2013 | "White Christmas"          | N/A                              |
| 2013 | "The Climb"                | N/A                              |
| 2013 | "Amazing Grace"            | N/A                              |
| 2013 | "Colours of the Wind"      | N/A                              |
| 2013 | "Pray"                     | N/A                              |
| 2013 | "Gift of a Friend"         | N/A                              |
| 2013 | "What the World Needs Now" | N/A                              |
| 2014 | "Heroes"                   | N/A                              |
| 2014 | "Mr. Blue Sky"             | Oscar May                        |
| 2014 | "Let It Go"                | Oscar May                        |
| 2015 | "Inner Beauty"             | Oscar May                        |
| 2015 | "Gravity"                  | Linda Ludwig & James David Curle |
| 2016 | "Shut Up (Move On)"        | N/A                              |
| 2016 | "I'm Over You"             | Ian Gamester                     |
| 2016 | "This Is Home"             | N/A                              |
| 2017 | "Good to Me"               | Oscar May                        |
| 2017 | "Rumours"                  | Connie Talbot                    |

## Fordítás
- Ez a szócikk részben vagy egészben  a   Connie Talbot című angol Wikipédia-szócikk ezen változatának fordításán alapul.  Az eredeti cikk szerkesztőit annak laptörténete sorolja fel. Ez a jelzés csupán a megfogalmazás eredetét és a szerzői jogokat jelzi, nem szolgál a cikkben szereplő információk forrásmegjelöléseként.